# Pontrieux
Pontrieux è un comune francese di 1 073 abitanti situato nel dipartimento delle Côtes-d'Armor nella regione della Bretagna.
Il suo territorio è bagnato dal fiume Trieux.

## Società

### Evoluzione demografica
Abitanti censiti